# Лицар з Княж-городка
Лицар з Княж-городка (рос. Рыцарь из Княж-городка) — радянський художній фільм 1978 року, знятий на кіностудії «Ленфільм».

## Сюжет
Учень спортивної школи Іван Смирнов з Княж-городка виграє важкий бій у фаворита змагань з фехтування — Дмитра Царьова — і допомагає досвідченому тренеру розібратися в прорахунках педагогічної практики…

## У ролях
- Микола Волков — Юрій Володимирович Новгородов, заслужений тренер СРСР з фехтування
- Іван Суходольський — Ваня Смирнов
- Сергій Коковкін — Діма Царьов
- Денис Козлов — Ігор Холод
- Тетяна Сац — Наташа Грибова, художня гімнастка
- Лев Рубінштейн — Рябов, тренер Бориса Антоненка («Динамо»), Андрія Гриднєва
- Костянтин Захаров — Валерій Олександрович, директор спортивної школи-інтернату
- Лев Круглий — Микола Смирнов, батько Вані, інженер, в минулому — фехтувальник
- Олександр Вєтров — епізод
- Володимир Кушніренко — Андрій Гриднєв, фехтувальник
- Лариса Леонова — мама Діми Царьова
- Анатолій Рудаков — тренер Вані і Ігоря
- Олександр Сайгін — епізод
- Юрій Соловйов — батько Ігоря Холода
- Олег Хроменков — завгосп спортивної школи-інтернату
- Ельбрус Баянов — епізод
- Володимир Вишпольський — суддя
- Олексій Ніколаєв — епізод
- Валентина Пугачова — мати Ігоря Холода
- Борис Павлов-Сильванський — спортивний коментатор

## Знімальна група
- Режисер — Вадим Михайлов
- Сценарист — Юрій Лакербай
- Оператор — Борис Томаковський
- Композитор — Валерій Гаврилін
- Художник — Ігор Вускович